# Espumas (serie de televisión)
Espumas fue una serie colombiana dramática producida por RCN Televisión inspirada básicamente en las composiciones del maestro Jorge Villamil, que involucra en el melodrama las imágenes de la memoria flexible de las leyendas, el humor negro y el aliento costumbrista del Tolima Grande. Esta serie que se desarrolla inicialmente en 1912 cuenta la historia del profundo y eterno amor entre Magdalena Cabrera y Juan José, bajo los paisajes naturales y románticos regionales situadas a orillas el río Magdalena. Las grabaciones se iniciaron el 3 de diciembre de 1990, y finalizaron el 5 de julio de 1991. Su estreno fue el 18 de febrero de 1991 y finalizó el 17 de julio de 1992.

## Argumento
En 1912 en el Estado Soberano del Tolima existe la hacienda Remolinos, enclavada en la región Andina colombiana vive Doña Zoila Perdomo Vda de Cabrera(Vicky Hernández), una ruda y ambiciosa mujer manipuladora, que al morir su esposo hereda una inmensa fortuna y propiedades, junto a sus hijos Pedro Cabrera(Edmundo Troya) un hombre mujeriego, inmaduro y machista pero que vive bajo el dominio constante de Doña Zoila y su hija Magdalena Cabrera(Patricia Ercole) quien vive en el exterior influenciada por las ideas de igualdad de derechos para las mujeres del nuevo siglo XX.
Pese a que Doña Zoila y sus hijos son los herederos universales de su esposo Don Jorge Cabrera, el testamento trae una cláusula en la Juan José Cabrera(José Simon), sobrino de su difunto esposo hereda la hacienda Sardinata, territorio que esta junto a la hacienda Remolinos. Con estas tierras, Doña Zoila contaba para expandir su latifundio; por eso le inculca a su hijo Pedro que invalide el testamento pero la situación empeora cuando Magdalena y Juan José se enamoran. Juntos viven un apasionado romance en el que su hermano Pedro inicia una lucha sin tregua para destruir ese amor; desatando de esta manera un caudal de odios, pasiones y ambiciones que contrastan con las creencias y la cultura del Viejo Tolima. 
La historia se basa en las composiciones y canciones del maestro Jorge Villamil, una rica veta que recrea situaciones y personajes como El Mohán, La llorona, Las rajaleñas, Los tamales entre otros, haciendo una versión libre en la que hay espacio para alusiones enmarcadas en la crisis civil dejada por la guerra de los Mil Días y los latifundistas con el poder absoluto de la tierra sobre las masas campesinas analfabetas. 

## Reparto de actores
- Vicky Hernández - Zoila
- Edmundo Troya - Pedro
- Patricia Ercole - Magdalena
- Victor Hugo Cabrera - Papucho
- María Fernanda Martínez - Rosa María
- Iván Rodríguez - José
- Kristina Lilley - Fernanda
- Margoth Velásquez - Sebastiana
- Diego León Hoyos - Justino
- Tita Duarte - Manuela
- Yadira Sánchez - Bertina
- Alberto L. Jaramillo - Régulo
- Martha Suárez - Encarnación
- Inés Prieto - María Antonia
- Talú Quintero - Clementina
- José Simon - Juan José

## Ficha técnica
- Música original: Jorge Villamil
- Arreglos y musicalización: Cristian Vega
- Director artístico: Oscar Azula
- Director de fotografía: Carlos Perez Borda
- Diseño de vestuario: Rosita Cabal
- Ambientación:  Marleny Carvajal
- Diseño Maquillaje: Margarita Forero
- Escenografía:  Rafael Londoño / Liliana Cortéz

- Datos: Q28518464